# Róża Zamoyska
Róża Maria Elżbieta Zamoyska, de domo Żółtowska (ur. 3 czerwca 1913, zm. 5 października 1976) – polska bohaterka i działaczka społeczna, żona Jana Tomasza Zamoyskiego. Przez mieszkańców Zamojszczyzny nazywana Aniołem Dobroci.

## Życiorys
Pochodziła z rodu Żółtowskich herbu Ogończyk. Była córką Andrzeja Piusa hrabiego Żółtowskiego oraz Wandy księżniczki Czetwertyńskiej z Milanowa. W 1931 roku ukończyła Gimnazjum sióstr Urszulanek w Poznaniu, później studiowała historię sztuki w Rzymie. W 1935 ukończyła kurs sanitarny organizowany przez PCK. 30 kwietnia 1938 wyszła za mąż za Jana Zamoyskiego, z którym później mieszkała w Zwierzyńcu.
Na początku drugiej wojny światowej organizowała pomoc dla uciekinierów z zachodnich części kraju. Następnie, wraz z mężem, założyła Komitet Opieki nad Ofiarami Wojny. Była prezesem Delegatury Polskiego Komitetu Opiekuńczego w Zwierzyńcu. Dostarczała żywność do obozu przejściowego w Zwierzyńcu. Wraz z mężem prowadziła szpital i ochronkę, do których przeniesiono niektóre dzieci z obozu, po uzyskaniu zgody od szefa SS dystryktu lubelskiego. Stamtąd dzieci trafiały do krewnych lub rodzin zastępczych. Do końca wojny Zamoyskim udało się uratować około 460-480 dzieci.
Po wojnie pomagała matce prowadzić kiosk oraz pracowała jako pielęgniarka, jednocześnie wychowując czwórkę swoich dzieci.
Róża Zamoyska zginęła w wypadku autobusowym 5 października 1976. Została pochowana na Powązkach. W 2003 roku, rok po śmierci męża, jej trumnę przeniesiono do zamojskiej katedry.

## Upamiętnienie
Na cześć Róży Zamoyskiej nazwano między innymi Gimnazjum Publiczne w Zwierzyńcu, Szkołę Podstawową w Częstkowie, Szkołę Podstawową w Sułowie, Szkołę Podstawową nr 3 w Szczebrzeszynie. Ponadto jest patronką Koła Przewodników Terenowych PTTK w Zamościu. Dom wraz z drogą do niego prowadzącą oraz całą okolicą Folwarcznej Góry w Zwierzyńcu nosi nazwę Rózin, pochodzącą od imienia Róży. 